# EVV Eindhoven in het seizoen 1973/74
Het seizoen 1973/1974 was het 20e jaar in het bestaan van de Eindhovense betaaldvoetbalclub Eindhoven. De club kwam uit in de Eerste divisie en eindigde daarin op de 12e plaats. Tevens deed de club mee aan het toernooi om de KNVB Beker, hierin werd in de eerste ronde verloren van Excelsior (0–1).

## Wedstrijdstatistieken

### Eerste divisie
|       | SC Amersfoort | FC Den Bosch '67 | SC Cambuur | FC Dordrecht | Excelsior | Fortuna | Fortuna SC | Heerenveen | Helmond Sport | Heracles | PEC Zwolle | SVV   | Veendam | Vitesse | Volendam | De Volewijckers | FC VVV | FC Wageningen | Willem II |
| ----- | ------------- | ---------------- | ---------- | ------------ | --------- | ------- | ---------- | ---------- | ------------- | -------- | ---------- | ----- | ------- | ------- | -------- | --------------- | ------ | ------------- | --------- |
| Thuis | 1 – 0         | 2 – 0            | 1 – 1      | 1 – 2        | 1 – 1     | 2 – 0   | 1 – 2      | 2 – 2      | 1 – 1         | 1 – 0    | 1 – 1      | 2 – 1 | 3 – 1   | 1 – 1   | 0 – 1    | 1 – 1           | 1 – 1  | 2 – 0         | 3 – 1     |
| Uit   | 0 – 1         | 3 – 0            | 0 – 0      | 1 – 2        | 2 – 0     | 1 – 0   | 1 – 0      | 0 – 0      | 4 – 1         | 0 – 0    | 2 – 3      | 2 – 1 | 2 – 4   | 0 – 0   | 2 – 0    | 2 – 0           | 2 – 1  | 2 – 0         | 4 – 2     |

### KNVB Beker
| 1e ronde                                      | Excelsior               | 1 – 0 (0 – 0) | Eindhoven |
| 26 augustus 1973 Plaats: Rotterdam Woudestein | Frans van der Heide 47' |               |           |

## Statistieken Eindhoven 1973/1974

### Eindstand Eindhoven in de Nederlandse Eerste divisie 1973 / 1974
| Stand | Gespeeld | Gewonnen | Gelijk | Verloren | Punten | Doelpunten voor | Doelpunten tegen |
| ----- | -------- | -------- | ------ | -------- | ------ | --------------- | ---------------- |
| 12e   | 38       | 12       | 12     | 14       | 36     | 42              | 47               |

### Topscorers
| #                 | Naam               | Goal |
| ----------------- | ------------------ | ---- |
| 1.                | Toon Jacobs        | 7    |
| 2.                | Huub Posthuma      | 6    |
| 3.                | Jan van Renswouw   | 5    |
| 4.                | Jan Brans          | 4    |
| 4.                | Willy Senders      | 4    |
| 6.                | Anton Binnendijk   | 3    |
| 6.                | Willem Leushuis    | 3    |
| 8.                | Jan Franse         | 2    |
| 8.                | Jacques von Ranzow | 2    |
| 10.               | Henk Bloemers      | 1    |
| 10.               | Frans Guns         | 1    |
| 10.               | Govert Kooiman     | 1    |
| 10.               | Hendrik Schalks    | 1    |
| 10.               | Jac Soers          | 1    |
| Onbekend doelpunt |                    |      |
| –                 | Onbekend           | 1    |
| Totaal            | Totaal             | 42   |

| #      | Naam        | Goal |
| ------ | ----------- | ---- |
| –      | Geen speler | 0    |
| Totaal | Totaal      | 0    |

## Voetnoten
SC Amersfoort ·
FC Den Bosch '67 ·
SC Cambuur ·
FC Dordrecht ·
Eindhoven ·
Excelsior ·
Fortuna SC ·
Fortuna ·
Heerenveen ·
Helmond Sport ·
Heracles ·
PEC Zwolle ·
SVV ·
Veendam ·
Vitesse ·
Volendam ·
De Volewijckers ·
FC VVV ·
Wageningen ·
Willem II